# Grande Cometa del 1577
La C/1577 V1 è stata una cometa non periodica divenuta la grande cometa del 1577, come tale fu ben visibile ad occhio nudo. È un corpo celeste passato in prossimità della Terra nell'anno 1577.
Questa cometa è storicamente importante in quanto lo studio della sua traiettoria nel cielo permise all'astronomo danese Tycho Brahe di dimostrare che le comete sono corpi celesti e non fenomeni meteorologici come sostenuto da Aristotele nella sua opera Meteorologica, concetto accettato e ripreso durante i quasi 2.000 anni successivi,.

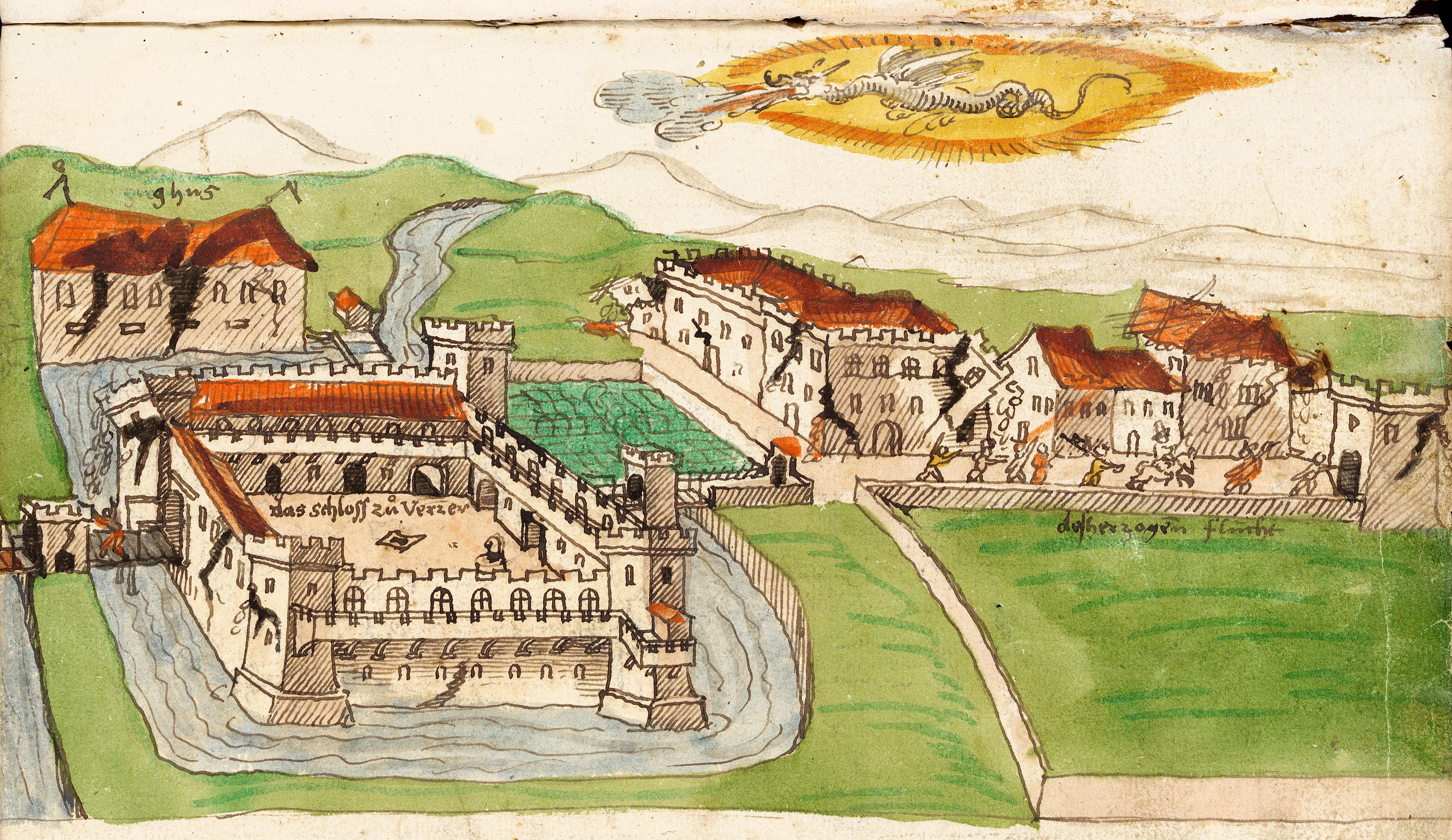
Le città di Ferrara distrutta dal terremoto del 1570 e la Grande Cometa del 1577 in un disegno dell'epoca: l'architetto Pirro Ligorio fu il primo ad osservare la cometa in Europa

La cometa venne osservata per la prima volta il 7 novembre a Ferrara da Pirro Ligorio  e da un grandissimo numero di persone in tutta l'Europa, ivi compreso Tycho Brahe che la descrisse a partire dal 13 novembre.

## Osservazioni di Brahe
Basandosi sui disegni trovati negli appunti di Brahe, sembra chiaro che la cometa passò assai vicina al pianeta Venere. Questi disegni mostrano la Terra al centro, con il Sole che gira attorno ad essa, e gli altri pianeti conosciuti orbitanti a loro volta attorno al Sole. Era l'ipotesi personale di Brahe, basata su un assetto del sistema solare che oggi è mutato in seguito all'affermazione dell'eliocentrismo. Malgrado questa visione fallace del sistema solare, le migliaia di misurazioni, assai precise, prese da Brahe hanno permesso poi a Giovanni Keplero di teorizzare le leggi del movimento dei pianeti, note come Leggi di Keplero. Malgrado tutte le misure prese da Brahe, egli non poté calcolare esattamente la distanza tra la cometa e l'atmosfera terrestre. La scoperta di Brahe che le comete erano corpi extraterrestri, anche se essa fu comunemente ammessa pose qualche questione: quale è la natura di tali oggetti, da dove essi provengono, seguivano un loro tragitto? Queste domande, tra le altre, furono fortemente dibattute durante il XVII secolo, e circolarono numerose teorie all'interno della comunità degli astronomi. Galileo Galilei affermò che le comete erano fenomeni ottici, le cui parallassi erano impossibili da determinare. Tale ipotesi, però, non era particolarmente accettata.
Tra le scoperte fatte da Brahe, vi fu quella che le code delle comete erano dirette in senso opposto al Sole.

## Osservazioni di altri

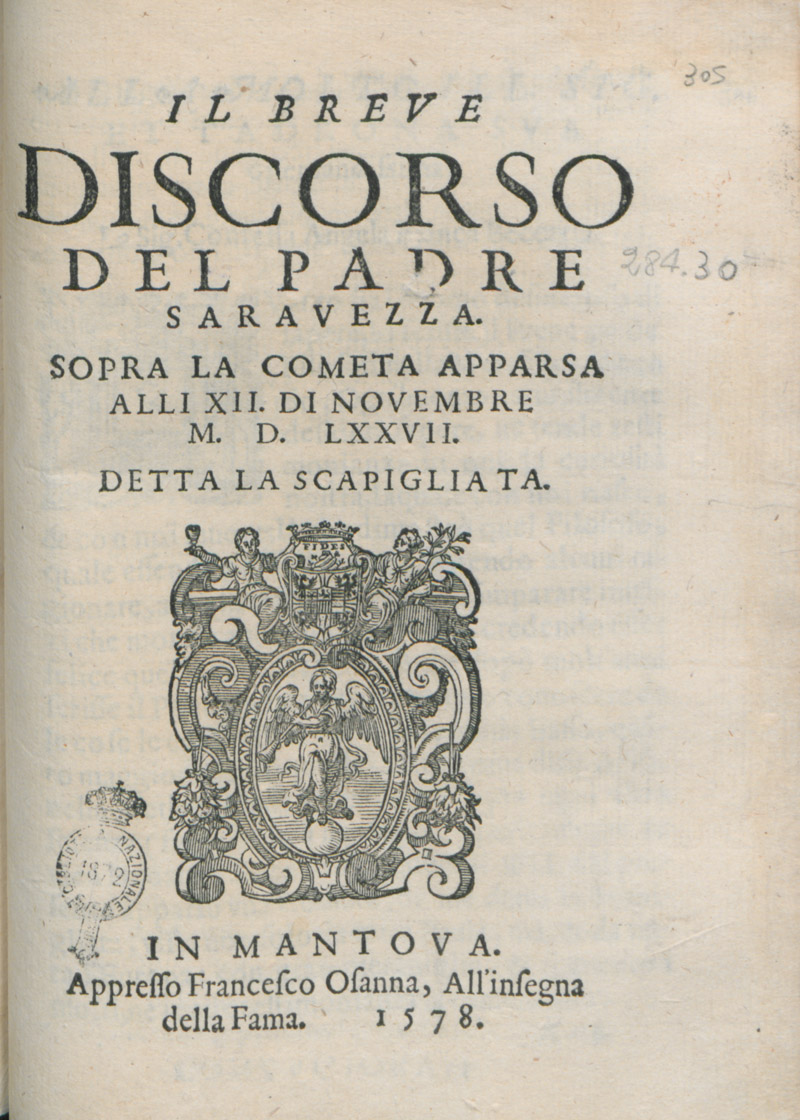
Uno dei numerosi osservatori occidentali della cometa fu il religioso Bartolomeo da Seravezza, che registrò l'evento nel suo trattato Sopra la cometa apparsa alli 12 di novembre 1577 detta la Scapigliata, pubblicato nel 1578.

Molti altri osservatori, sia in Oriente sia nell'Occidente, registrarono di avere visto la cometa. L'astronomo arabo ottomano Taqī al-Dīn Muḥammad ibn Maʿrūf ne registrò il passaggio. Il sultano Murad III considerò queste osservazioni come un cattivo presagio per la guerra ottomano-safavide e riproverò al-Din per l'epidemia scoppiata in quel periodo. Tra gli altri osservatori vi furono Helisaeus Roeslin, Guglielmo IV d'Assia-Kassel, Cornelio Gemma, che notò che la cometa aveva due code, e Michael Maestlin la identificò anche come sopralunare. Questa cometa e l'osservazione che stava viaggiando sull'atmosfera terrestre fu anche ciò che aiutò Maestlin a spiegare le lacune nel sistema planetario di Copernico. Secondo Maestlin, una cometa avrebbe portato il proprio globo, dal momento che considerava le comete parte degli oggetti celesti. Queste sfere, suggeriva, sono ciò che colma le lacune nel sistema di Copernico.
La cometa fu inoltre osservata da Abu l-Fadl 'Allami, che registrò il suo passaggio nel trattato Akbarnama.